# 나 브스풀네이
《나 브스풀네이》(폴란드어: Na Wspólnej→흔한)는 2003년부터 현재까지 방영된 폴란드의 연속극이다.